# Mathieu Cafaro
Mathieu Cafaro, född 25 mars 1997, är en fransk fotbollsspelare som spelar för Saint-Étienne.

## Karriär

### Tidig karriär
Cafaro började spela fotboll i ES Bourges Justices och gick sedan till Bourges 18. Därefter spelade han för IFR Châteauroux innan det 2012 blev en flytt till Toulouse.

### Toulouse
I oktober 2016 skrev Cafaro på sitt första proffskontrakt med Toulouse. Cafaro gjorde sin Ligue 1-debut den 10 september 2016 i en 2–1-förlust mot Bastia, där han blev inbytt i den 66:e minuten mot Jessy Pi. Cafaro spelade totalt fyra ligamatcher och en cupmatch för Toulouse under säsongen 2016/2017.
Den 3 april 2017 blev Cafaro och lagkamraten Odsonne Édouard avskedade av Toulouse efter att de båda hade färdats i en bil där en av personerna hade skjutit med en airsoftpistol mot förbipasserande.

### Reims
Den 30 juni 2017 skrev Cafaro på för Ligue 2-klubben Reims. Han inledde med att främst spela med reservlaget i Championnat National 2 men spelade även en ligamatch samt en cupmatch för A-laget under säsongen 2017/2018 då Reims blev uppflyttade till Ligue 1. Säsongen 2018/2019 fick Cafaro ett genombrott och gjorde sju mål på 34 ligamatcher.
Säsongen 2019/2020 drogs Cafaro med skadebekymmer och spelade endast 13 ligamatcher samt gjorde ett mål. Följande säsong gjorde han fyra mål på 31 ligamatcher och spelade även sin första internationella cupmatch mot schweiziska Servette i kvalet till Europa League 2020/2021. Säsongen 2021/2022 hade Cafaro återigen skadebekymmer samt fick begränsad speltid av tränaren Óscar García, vilket resulterade i endast fyra framträdanden i ligan under hösten.

### Standard Liège
Den 11 januari 2022 värvades Cafaro av belgiska Standard Liège. Under våren av säsongen 2021/2022 gjorde han två mål på 12 matcher i Jupiler Pro League. Inför följande säsong var Cafaro inte en del av nya tränaren Ronny Deilas framtidsplaner och blev utlånad av klubben.

### Saint-Étienne
Den 20 juli 2022 lånades Cafaro ut till Ligue 2-klubben Saint-Étienne på ett säsongslån. Han gjorde fem mål och fyra assist på 33 ligamatcher under säsongen 2022/2023. Cafaro vann även pris för årets mål i Ligue 2 under säsongen för ett mål i en match mot Annecy. I juni 2023 utnyttjade Saint-Étienne en köpoption i låneavtalet och Cafaro skrev på ett tvåårskontrakt med klubben.

## Meriter
Reims
- Ligue 2: 2017/2018

Individuellt
- Årets mål i Ligue 2: 2022/2023